# Homosexualität in Kasachstan

Lage Kasachstans in Asien

Homosexualität ist in großen Teilen der Gesellschaft in Kasachstan tabuisiert, seit 1998 jedoch legal.

## Legalität
Homosexuelle Handlungen sind in Kasachstan seit 1998 legal. Antidiskriminierungsgesetze zum Schutz der sexuellen Orientierung bestehen in Kasachstan nicht. Das Strafgesetzbuch Kasachstans sieht die strafrechtliche Verfolgung von Handlungen sexuellen Charakters vor, die Sodomie, Lesbianismus oder andere Handlungen sexuellen Charakters verbunden mit Gewalt oder unter Androhung von Gewalt gegenüber dem Opfer oder anderen Personen, oder das Ausnutzen des hilflosen Zustandes eines Opfers, beinhalten (Artikel 121). Das Schutzalter liegt sowohl für heterosexuelle als auch für homosexuelle Beziehungen einheitlich bei 16 Jahren.

## Anerkennung gleichgeschlechtlicher Paare
Es gibt weder eine Anerkennung von gleichgeschlechtlichen Ehen noch sind eingetragene Partnerschaften erlaubt. Seit einer Gesetzesüberarbeitung sind seit dem 26. Dezember 2011 Ehen zwischen zwei Personen des gleichen Geschlechts verboten.

## Gesellschaftliche Situation
Eine LGBT-Gemeinschaft gibt es nur in kleinem Umfang in der ehemaligen Hauptstadt Almaty. Die vom Staat größtenteils veröffentlichte Meinung diskriminiert homosexuelle Menschen in Kasachstan und staatliche Behörden wie die Polizei bedrängen LGBT-Aktivisten im Land.
Im August 2014 sorgte in Almaty ein großes Werbeplakat, das einen Kuss zwischen dem russischen Dichter Alexander Puschkin und dem kasachischen Komponisten Qurmanghazy Saghyrbaijuly zeigte, für landesweites Aufsehen und öffentliche Empörung. Es war als Werbung für eine Schwulen-Bar gedacht, die sich an der Kreuzung zweier Straßen befindet, die nach den beiden Personen benannt sind. Mehrere Personen hatten daraufhin Klage gegen die Werbeagentur eingereicht, da das Plakat „beleidigend sowohl für Kasachen als auch Russen sei“.

## Haltung der Politik

LGBT flag of Kazakhstan

Der ehemalige kasachische Verteidigungsminister Ädilbek Schaqsybekow schrieb 2012 auf seinem offiziellen Blog, dass „schwule Männer im kasachischen Militär nicht willkommen sind, mit der Begründung, dass der Staat Homosexualität als Störung ansieht“. Weiter schrieb er, dass Homosexualität eine „Störung der sexuellen Begierde [sei], die den Zugang zum Militärdienst in den Streitkräften, anderen Truppen und militärischen Formationen der Republik Kasachstan ausschließt.“ Obwohl Soldaten bestimmte gesundheitliche Voraussetzungen erfüllen müssen, sind solche Störungen nicht explizit durch das Gesetz festgelegt.
Jelnur Beisenbajew, Mitglied der kommunistischen Volkspartei Kasachstans, erklärte 2014, dass Homosexuelle nicht krank seien, sondern Kriminelle, die eine viel härtere Behandlung verdienen würden. Er sagte außerdem, dass man neben dem Verbot homosexueller Propaganda auch ein Anti-Sodomie-Gesetz übernehmen sollte, das schon zu sowjetischen Zeiten bestanden hatte. Dauren Babamuratow, Vorsitzender der Organisation Bolaschak, sagte auf einer Pressekonferenz, Homosexuelle, seien „junge Menschen in bunten Hosen, die ihre sexuelle Orientierung nicht länger verbergen würden. Ich denke, es ist sehr leicht eine homosexuelle Person anhand ihrer DNS zu identifizieren. Ein Bluttest kann den Verfall in einer Person anzeigen“.
Im August 2013 stellte der Mäschilis-Abgeordnete Aldan Smaiyl eine Anfrage an den Premierminister, in der er ein Verbot von „homosexueller Propaganda“ forderte. „Ich bat darum, Schwulen-Clubs, Demonstrationen und alle diese ekelhaften Beziehungen“ zu verbieten. Der Abgeordnete Murat Achmadijew kommentierte, „idealerweise sollte es keine derartigen Diskussionen darüber geben, da Homosexualität ein zweifellos inakzeptables Verhalten ist. Wir haben immer gesagt, dass unser Land anders ist, nicht wie Europa.“ Er vertrat gleichzeitig auch die Meinung, dass Homosexuelle nicht in ihren Rechten eingeschränkt werden sollten, die weitere Ausbreitung von Homosexualität in Kasachstan aber unterbunden werden sollte. Im Februar 2015 verabschiedete der kasachische Senat einen Gesetzentwurf, der Kinder vor Informationen schützen soll, die schädlich für ihre Gesundheit und Entwicklung seinen. Der Entwurf beinhaltet ein Verbot von Informationen, die Grausamkeiten und Gewalt beinhalten, wie etwa Suizid, Pornografie und Werbung für nicht traditionelle sexuelle Orientierungen. Im Mai 2015 erklärte der Verfassungsrat Kasachstans das geplante Gesetz aufgrund der unklaren Formulierung für verfassungswidrig.